# Заворотный, Михаил Фёдорович
Михаил Фёдорович Заворотный (14 февраля 1923 года - 14 декабря 2017 года) — советский и белорусский государственный и партийный деятель, председатель Могилёвского промышленного облисполкома (1963—1964).

## Биография
В июне 1941 г. курсантом 1-го Киевского артиллерийского училища РККА ушел на фронт. В боях под Москвой в бригаде, где воевал юный командир орудия Заворотный, почти никого не осталось из первоначального состава. «Бои были страшные, — вспоминает Михаил Федорович. — А еще лютые морозы. В новогоднюю ночь, например, столбик термометра опустился до „минус“ 45°С. В боевом расчете я был и за наводчика. В рукавицах работать не станешь, — указательный палец отморозил так, что одна кость оставалась». 
.
8 сентября 1944 гг. был заброшен на территорию Польши, имел звание поручика Армии Людовы.
В 1950 г. окончил Киевский технологический институт лёгкой промышленности. Начав трудовую деятельность в Белорусской ССР,
за год вырос от сменного мастера до главного инженера обувной фабрики. Еще через два года он уже директор фабрики «Красный Октябрь» в Витебске, вывел предприятие из кризисного состояния.
- 1957—1963 гг. — заведующий промышленным отделом Витебского обкома Компартии Белоруссии,
- 1963—1964 гг. — председатель исполнительного комитета Могилёвского промышленного областного Совета,
- 1964—1980 гг. — заместитель председателя Государственного планового комитета Совета Министров Белорусской ССР.